# Leichtathletik-Weltmeisterschaften der Behinderten 2013/Teilnehmer (Mosambik)
| stlisierte Goldmedaille | stlisierte Silbermedaille | stlisierte Bronzemedaille |
| ----------------------- | ------------------------- | ------------------------- |
| —                       | —                         | —                         |

Von Mosambik wurden ein Athlet und eine Athletin für die Leichtathletik-Weltmeisterschaften der Behinderten 2013 entsandt, von denen die Sportlerin mit ihrem Begleitläufer über 100 Meter zweimal einen Kontinentalrekord aufstellte.

## Ergebnisse

### Frauen
| Athletinnen                              | Wettbewerb | Vorlauf / Vorkampf | Vorlauf / Vorkampf | Halbfinale   | Halbfinale | Finale             | Finale |
| Athletinnen                              | Wettbewerb | Zeit / Weite       | Rang               | Zeit / Weite | Rang       | Zeit / Weite       | Rang   |
| ---------------------------------------- | ---------- | ------------------ | ------------------ | ------------ | ---------- | ------------------ | ------ |
| Maria Elisa Muchavo Guide: Anelton Tinga | 100 m T12  | 13,40 s AR         | 3                  | 13,11 s AR   | 4          | nicht qualifiziert | 8      |
| Maria Elisa Muchavo Guide: Anelton Tinga | 200 m T12  | –                  | –                  | 27,33 s      | 3          | nicht qualifiziert | 6      |

### Männer
| Athleten        | Wettbewerb | Vorlauf / Vorkampf | Vorlauf / Vorkampf | Halbfinale   | Halbfinale | Finale       | Finale |
| Athleten        | Wettbewerb | Zeit / Weite       | Rang               | Zeit / Weite | Rang       | Zeit / Weite | Rang   |
| --------------- | ---------- | ------------------ | ------------------ | ------------ | ---------- | ------------ | ------ |
| Guildo Zacarias | 200 m T13  | –                  | –                  | DNS          | –          | –            | –      |
| Guildo Zacarias | 400 m T13  | –                  | –                  | 52,12 s PB   | 4          | 52,40 s      | 8      |